# Москва-3 (фотоаппарат)
Москва́-3 — советская пластиночная складная камера шкального типа из семейства «Москва».
Производился в 1950 — 1951 году Красногорским механическим заводом в городе Красногорск Московской области.
Камера создана на базе фотоаппаратов «Zeiss Super-Ikonta» немецкой фирмы Zeiss Ikon.
Всего выпущено 11385 шт.

## Технические характеристики
- Тип применяемого фотоматериала — фотопластинки с размером кадра 6,5×9 см. Кассеты для фотопластинок металлические, односторонние, приставные (на место задней стенки камеры).
- Корпус фотоаппарата изготовлен из латунного листа и покрыт натуральной кожей.
- Корпус складной, после откидывания передней панели автоматически выдвигался мех с оправой объектива и центральным затвором.
- Задняя стенка съёмная, в задней стенке смонтировано матовое стекло (фокусировочный экран). После открывания крышки задней стенки образовывался светозащитный дерматиновый «рукав», облегчавший кадрирование и фокусировку по матовому стеклу.
- Объектив «Индустар-23», просветлённый, фокусное расстояние 110 мм, относительное отверстие 1:4,5, угол поля зрения объектива 52°.
- Наводка на резкость вращением передней линзы объектива, фокусировка по шкале расстояний от «бесконечности» до 1,5 метров.
- Диафрагма ирисовая, значения диафрагм 4,5, 5,6, 8, 11, 16, 22, 32.
- Затвор центральный, «Момент-5». Выдержки от 1 с до 1/250 секунды, «В» и «Д».
- Резьба под спусковой тросик.
- Видоискатель складной рамочный, параллаксный.
- Синхроконтакт отсутствует.
- Автоспуск отсутствует.
- На фотоаппарате установлено два штативных гнезда с резьбой 3/8 дюйма для закрепления камеры в вертикальном и горизонтальном положении.
- Из дополнительного оснащения имелся адаптер для плёнки типа 120 (рольфильм) с размером кадра 6×9 см.

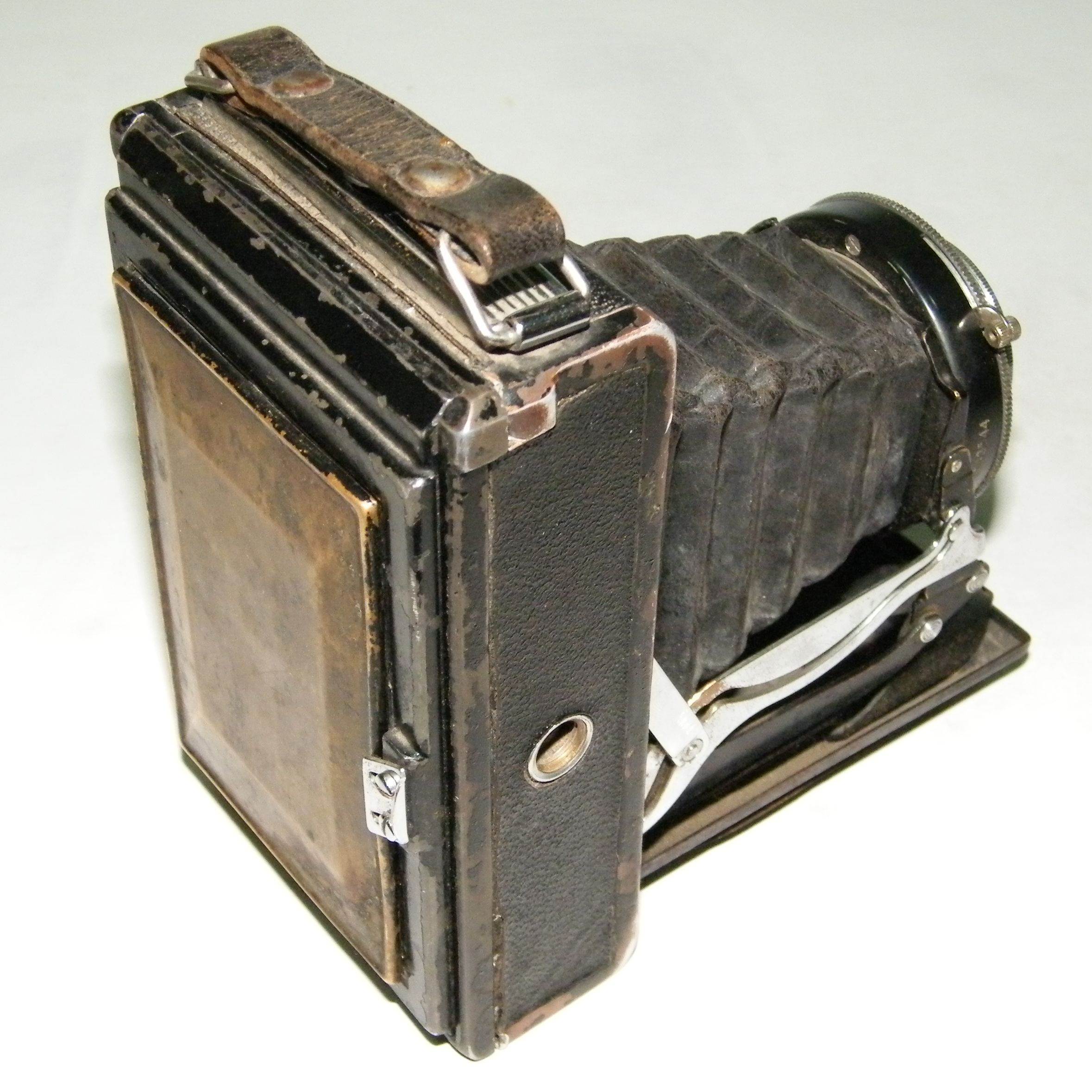
Вид сзади
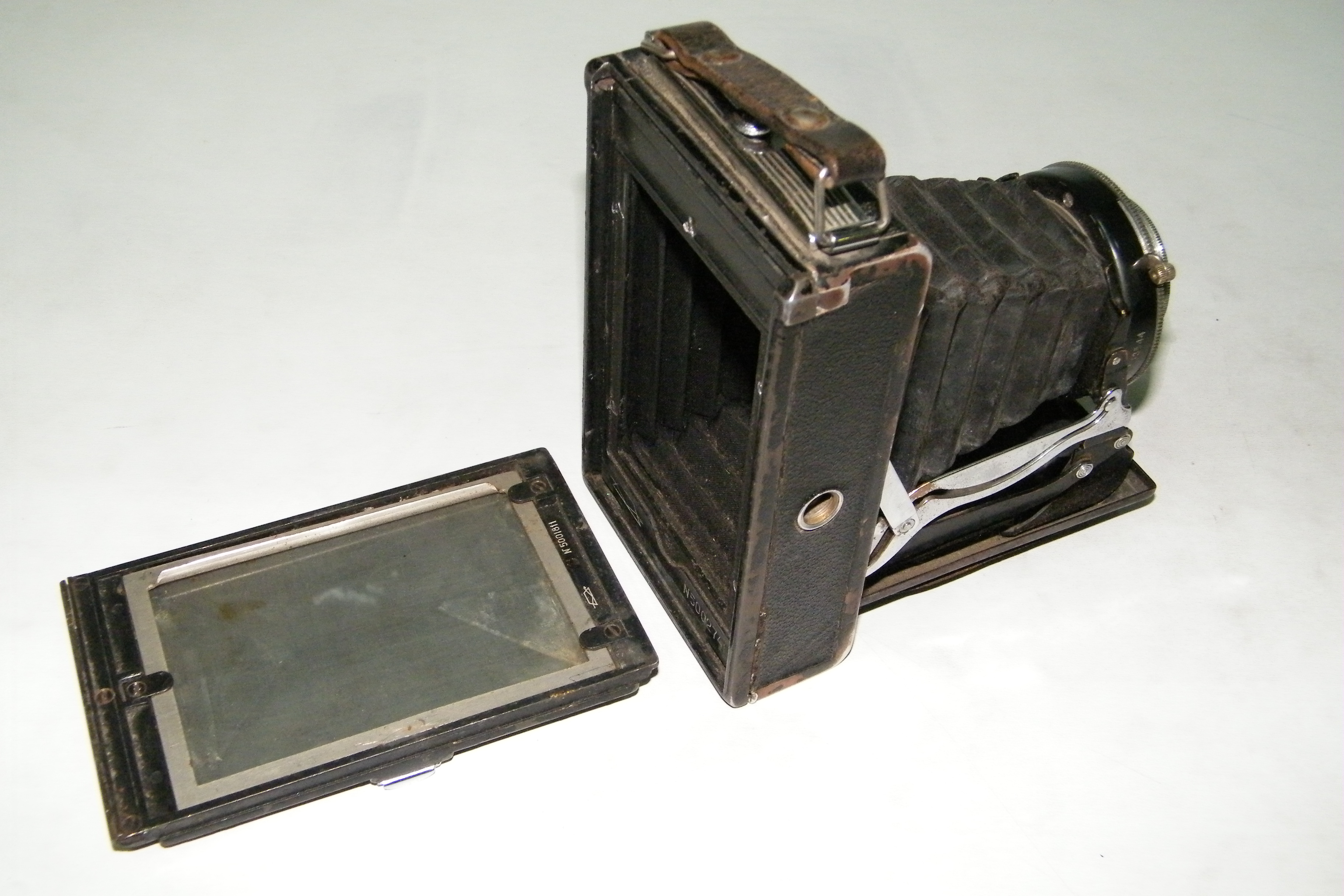
Задняя стенка с матовым стеклом снята
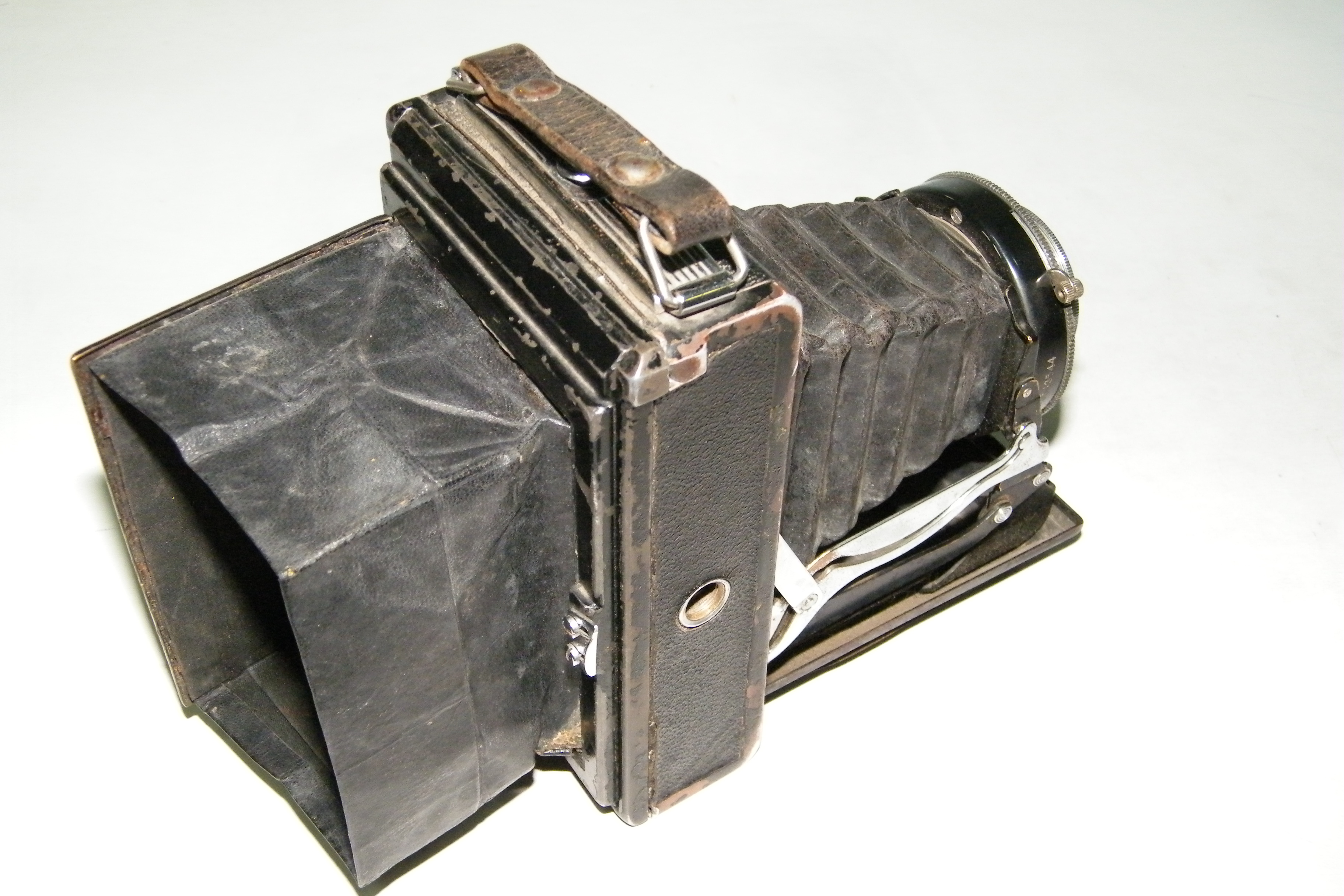
Светозащитный «рукав»
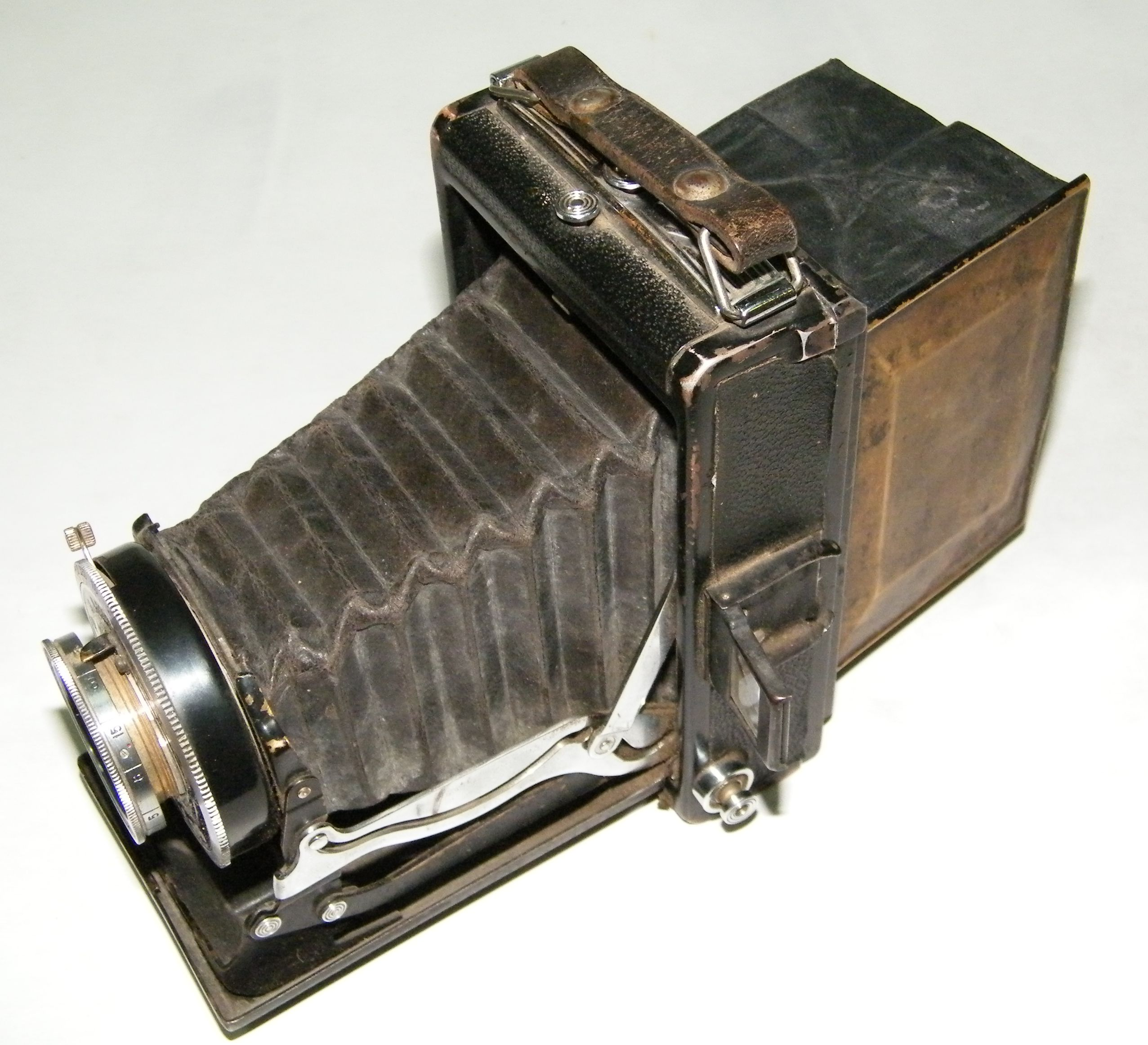
Светозащитный «рукав»
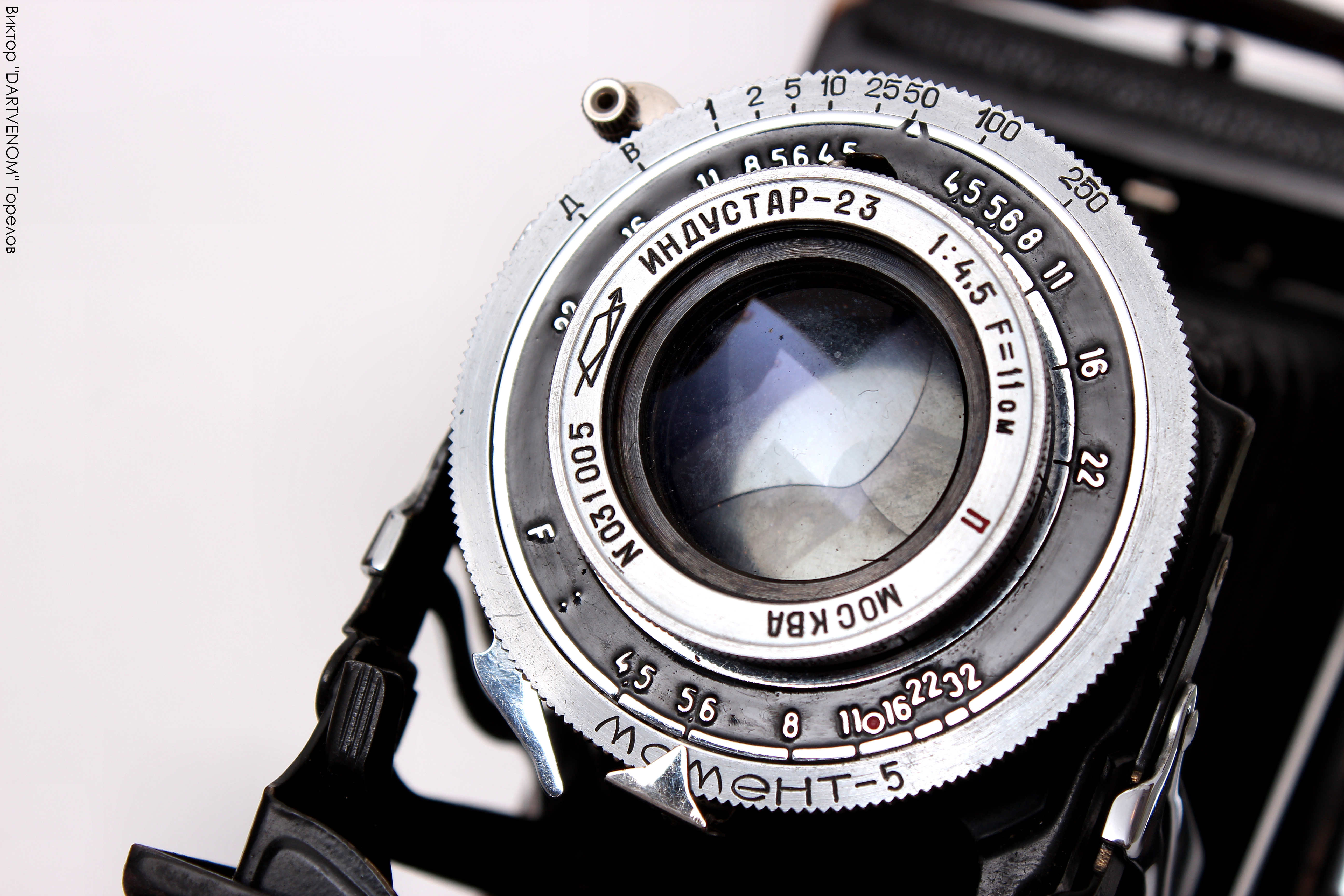
Объектив и затвор фотоаппарата Москва-3
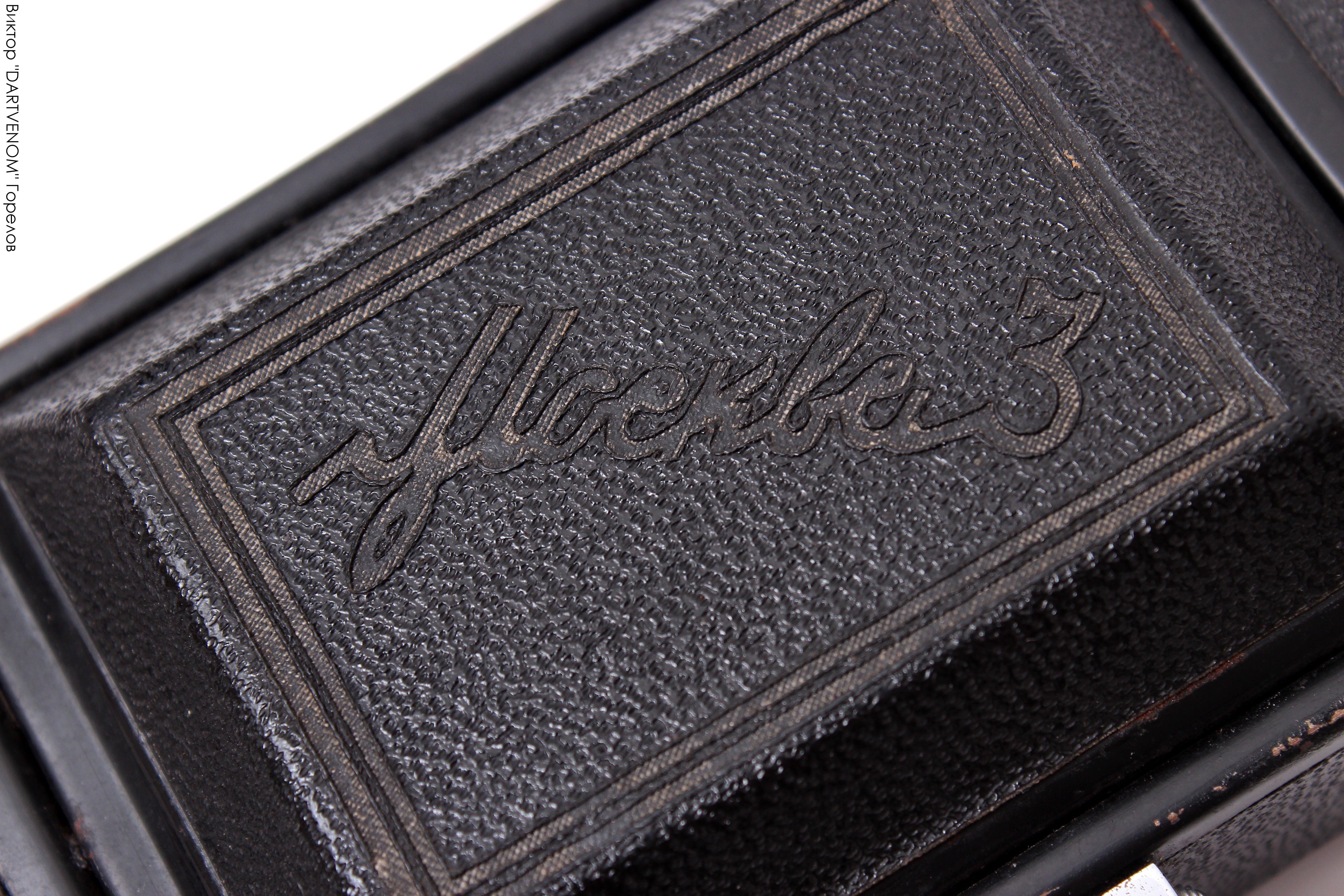
Надпись на крышке фотоаппарата
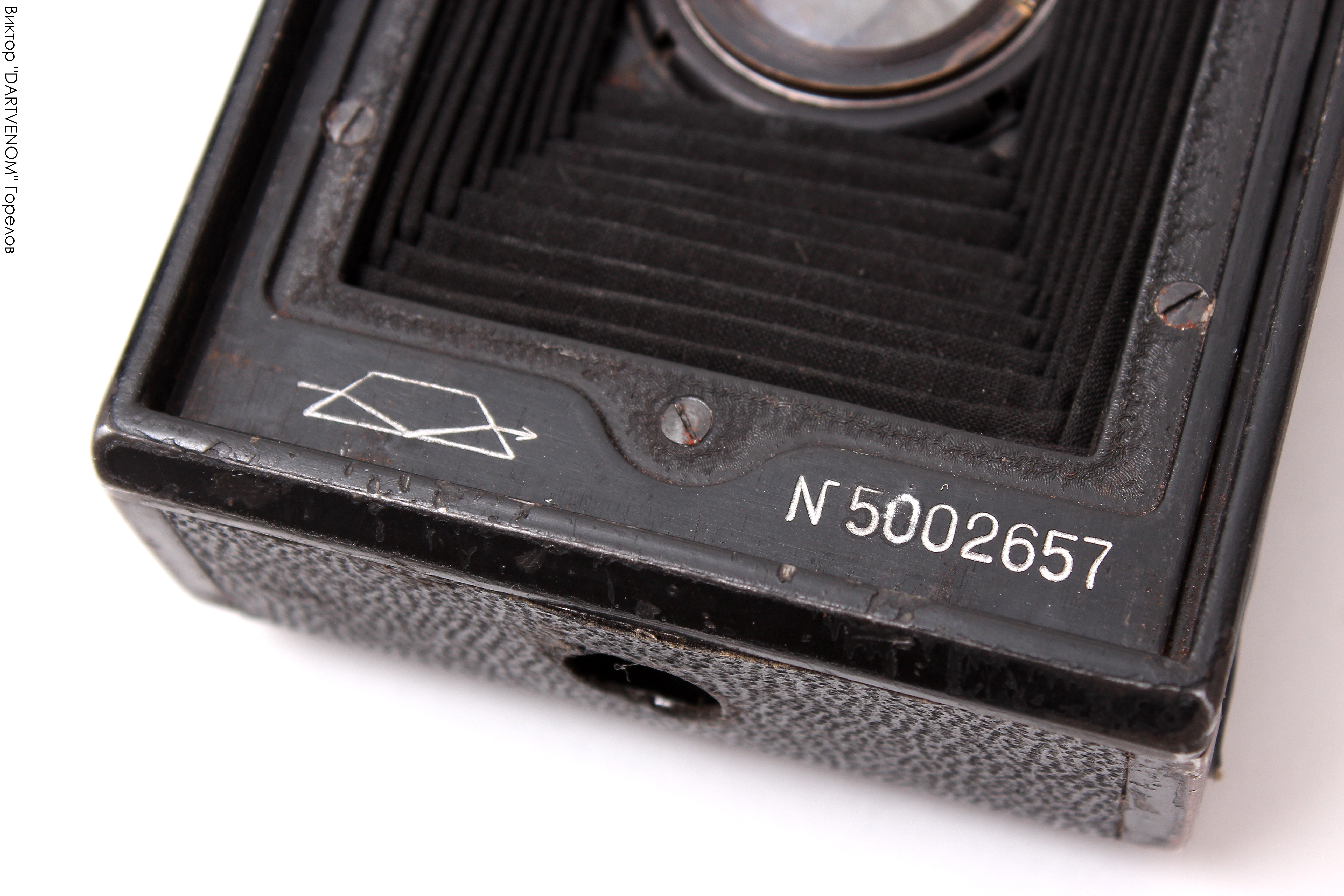
Серийный номер на внутренней части камеры
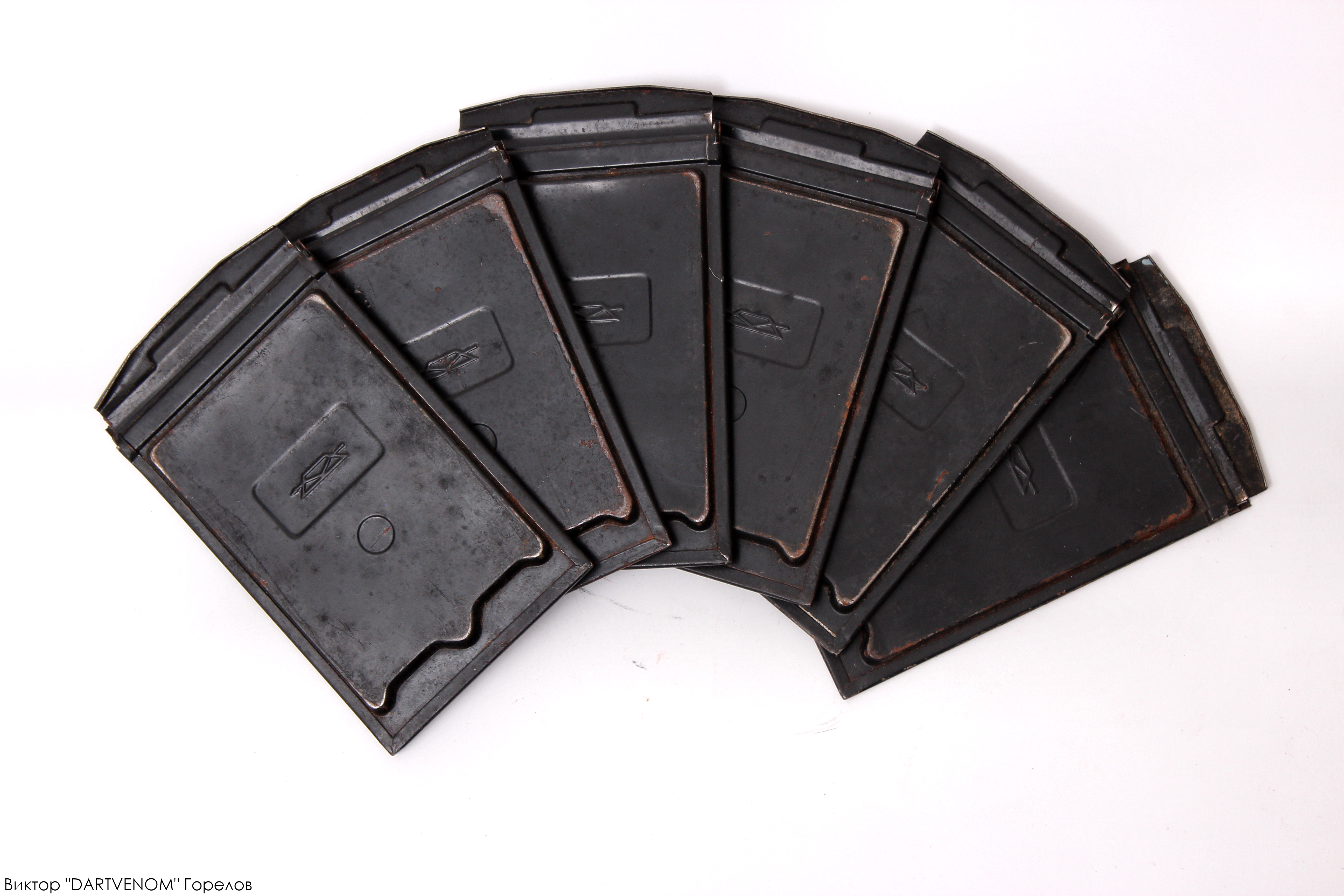
Кассеты для камеры «Москва-3»
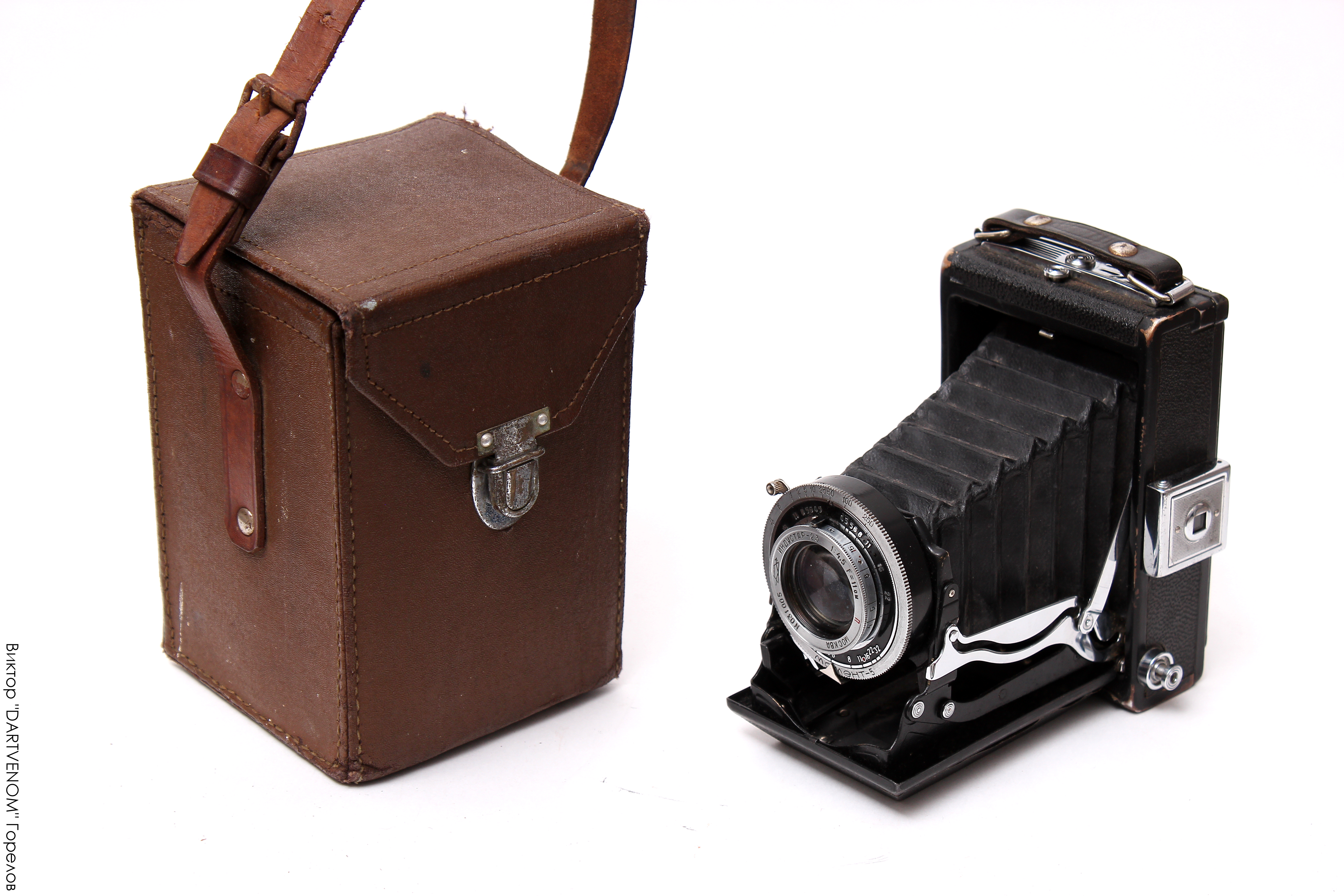
«Москва-3» с оригинальным футляром